# حک‌شدگی
در جامعه‌شناسی اقتصادی، تعبیری به میزان محدودیت فعالیت اقتصادی توسط نهادهای غیر اقتصادی اشاره دارد. این اصطلاح توسط کارل پولانی ، جامعه‌شناس اقتصادی، شده‌است. وی تصریح کرد: در جوامع غیر بازاری هیچ نهاد اقتصادی خالصی وجود ندارد که بتواند از الگوهای رسمی اقتصادی استفاده کند. در این موارد فعالیتهای اقتصادی مانند «تأمین» در خویشاوندان غیر اقتصادی، نهادهای مذهبی و سیاسی «تعبیه شده» است. در عوض، در بازار، فعالیتهای اقتصادی عقلانی شده‌اند و کنش اقتصادی «جامعه» جدا شده و قادر به پیروی از منطق متمایز خود است که در الگوسازی اقتصادی اسیر شده‌است. پس از آن، اصطلاح «حک شدگی» بیشتر توسط جامعه‌شناس اقتصادی مارک گرانواتر ساخته شد، که معتقد بود حتی در بازار، فعالیت اقتصادی به اندازه مدلهای اقتصادی از جامعه جدا نشده‌است.

## کارل پولانی
به گفته پولانی، در اقتصادهای غیر سرمایه‌داری، اقتصاد معیشتی مبتنی بر مبادله بازار نیست بلکه توزیع مجدد و متقابل است. نرخ بازگشت به عنوان بخشی از روابط طولانی مدت به عنوان مبادله متقابل کالا یا خدمات تعریف می‌شود. توزیع مجدد به معنای وجود یک مرکز سیاسی قوی مانند رهبری وابسته به خویشاوندی است که کالاهای معیشتی را طبق اصول فرهنگی خاص دریافت و سپس توزیع می‌کند. تصمیم‌گیری اقتصادی در چنین مکانهایی مبتنی بر انتخاب فردی نیست بلکه بیشتر به روابط اجتماعی، ارزشهای فرهنگی، نگرانی‌های اخلاقی، سیاست، مذهب یا ترس ناشی از رهبری اقتدارگرا بستگی دارد. تولید در اکثر جوامع دهقان و قبیله برای تولیدکنندگان است که تولید " نیز برای استفاده " یا تولید معیشت نامیده می‌شود، برخلاف "تولید برای مبادله" که حداکثر سود را به عنوان هدف اصلی خود دارد.
این تفاوت در انواع اقتصاد با «حک شدگی» فعالیتهای اقتصادی (یعنی تأمین) در سایر مؤسسات اجتماعی مانند خویشاوندی در اقتصادهای غیر بازار توضیح داده می‌شود. اقتصاد به جای اینکه یک حوزه جداگانه و مجزا باشد، در هر دو نهاد اقتصادی و غیر اقتصادی تعبیه شده‌است. مبادله در داخل صورت می‌گیرد و به جای قرار گرفتن در خلاء اجتماعی توسط جامعه تنظیم می‌شود. به عنوان مثال، دین و دولت می‌توانند به اندازه خود مؤسسات اقتصادی برای اقتصاد مهم باشند. تعهدات، هنجارها و ارزشهای فرهنگی - فرهنگی نقش مهمی در استراتژی‌های معیشت مردم دارند. در نتیجه، هرگونه تحلیل اقتصادی به عنوان یک نهاد تحلیلی مجزا که از بستر اجتماعی - فرهنگی و سیاسی آن جدا شده‌است از همان ابتدا نقص دارد؛ بنابراین، یک تحول بنیادی گرایانه از اقتصاد، به مطالعه مؤسسات مختلف اجتماعی که معیشت مردم بر اساس آنها بنا شده‌است، متمرکز خواهد شد. بازار تنها یکی از بسیاری از موسساتی است که ماهیت معاملات اقتصادی را تعیین می‌کند. استدلال اصلی پولانی این است که نهادها سازمان دهنده اصلی فرآیندهای اقتصادی هستند. اقتصاد اساسی «فرایندی تعامل بین انسان و محیط اوست، که منجر به تأمین مداوم وسایل مادی و رضایت بخش می‌شود.»

## مارک گرانوواتر
گرانواتر تصریح کرد که دیدگاه نئوکلاسیک از اقدام اقتصادی که اقتصاد را از جامعه و فرهنگ جدا می‌کند، «حساب غیر اجتماعی» ای را ایجاد می‌کند که باعث رفتار انسان می‌شود. به همین ترتیب، او معتقد است، جوهرگرایان دیدگاه «اجتماعی بیش از حد» ای از بازیگران اقتصادی داشتند و از دیدن راه‌هایی که انتخاب منطقی می‌تواند بر شیوه ای که در نقش‌های اجتماعی سنتی، «حک شده» تأثیر می‌گذارد، امتناع می‌ورزید.